# Ochojec (gmina)

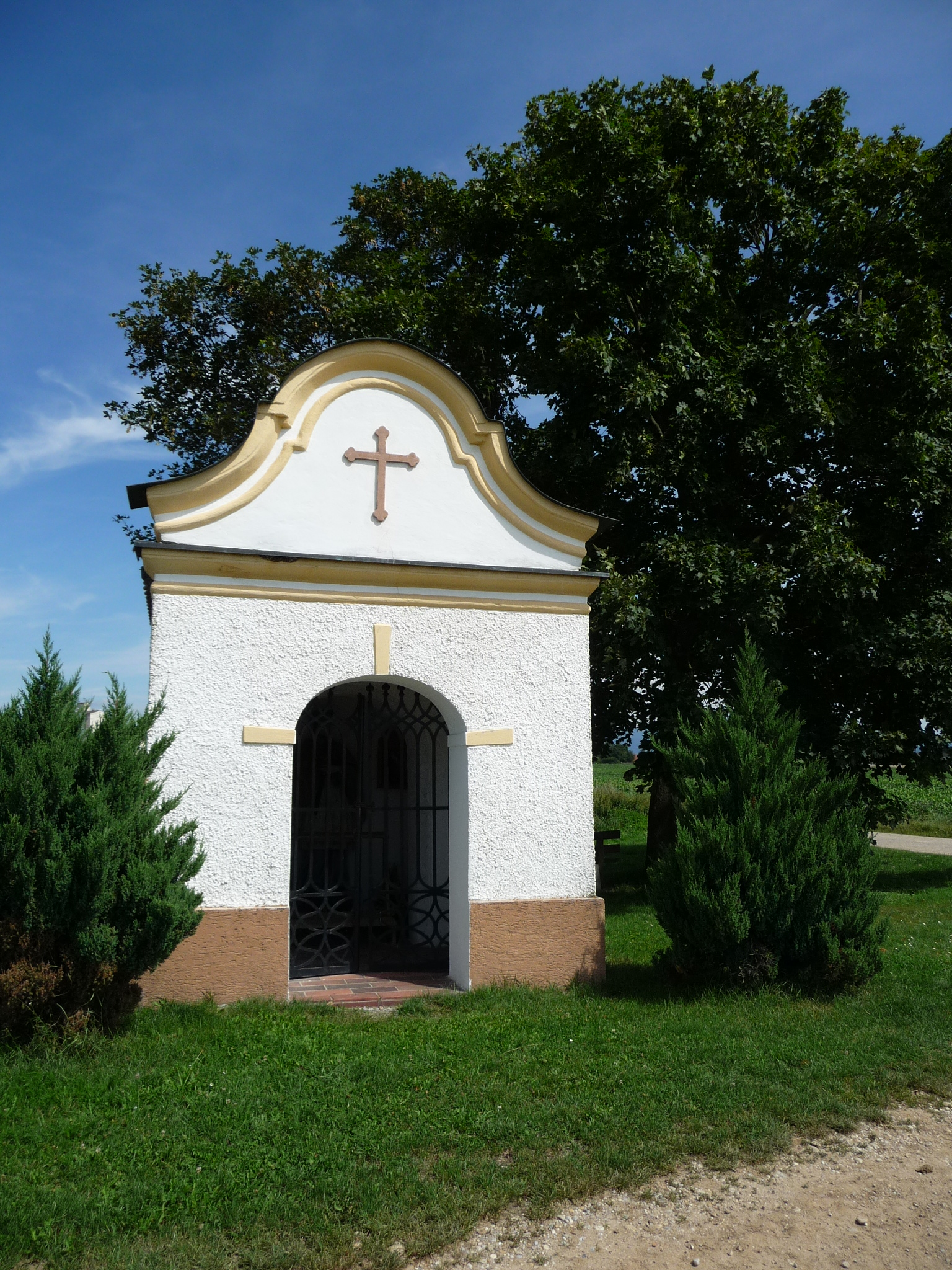
Kamień pod Rzędówką

Ochojec – dawna gmina wiejska istniejąca w latach 1973–1977 w tzw. dużym katowickim (czasowo nazwanym stalinogrodzkim), tzw. małym katowickim (obecnie teren woj. śląskiego). Nazwa gminy pochodzi od wsi Ochojec, lecz siedzibą władz gminy był Golejów.
Gminę Ochojec utworzono 1 stycznia 1973 w powiecie rybnickim w woj. katowickim. W skład gminy Ochojec weszło 6 sołectw: Golejów, Grabownia, Kamień pod Rzędówką, Książenice, Ochojec i Wilcza.
1 czerwca 1975 gmina weszła w skład nowo utworzonego (mniejszego) woj. katowickiego.
1 lutego 1977 gmina została zniesiona. Z części jej obszaru (sołectwa Ochojec i Wilcza) oraz ze znoszonej gminy Żernica utworzono nową gminę Pilchowice, natomiast sołectwo Książenice przyłączono do gminy Leszczyny. Pozostałe sołectwa – Golejów, Grabownia i Kamień pod Rzędówką – przyłączono do Rybnika.